# João Tiago Serrão Garcês
João Tiago Serrão Garcês, meglio noto come Jota (Funchal, 7 marzo 1993), è un calciatore portoghese, centrocampista del Nacional.

## Caratteristiche tecniche
È un trequartista.

## Carriera

### Club
Cresciuto nel settore giovanile del Nacional, ha esordito in prima squadra il 18 gennaio 2012 in occasione del match di Taça da Liga pareggiato 0-0 contro il Portimonense.

### Nazionale
Ha giocato nelle nazionali giovanili portoghesi Under-19 ed Under-20.

## Palmarès

### Club

#### Competizioni nazionali
- Segunda Liga: 2

Nacional: 2017-2018, 2019-2020